# Megiddói csata (i. e. 15. század)
Az első megiddói csata néven a Megiddó városától északnyugatra i. e. 1457. április 25-én lezajlott csatát említi a történetírás. Az e csata hátterét adó hadjárat az első a történelemben, amelynek részletes leírását ismerjük, valamint nagyvonalakban felvázolható a csata menete is.
A csatára III. Thotmesz egyiptomi fáraó uralkodásának 23. évében került sor. Az események a karnaki Ámon-templom felirataiból és más egyiptomi feliratokból ismertek számunkra.

## A csata időpontjának meghatározása
A dátum pontos meghatározása nehézségekkel jár, mivel az újhold-napok szerint i. e. 1478, i. e. 1468 és i. e. 1457 is szóba jöhet. De az i. e. 1478. év nem egyezik I. Amenhotep uralkodásának idejével, ezért ezt a dátumot ki lehet zárni. 
I. e. 1457. április 25. és i. e. 1468. április 28. esetében azonban a Szíriusz és a Nap azonos időpontban jött fel az égboltra, és így mindkét dátum lehetséges.
Az asszír királyoknak és az egyiptomi holdnaptárnak az azonosításával viszont ma az egyiptológusok az i. e. 1457. évet tartják a legvalószínűbb dátumnak.

## Az események rekonstruálása
Az egyiptomi királynő, Hatsepszut uralkodásának vége felé, a mai Szíria területének több uralkodója Egyiptom megdöntésére törekedett, hasonlóan a hükszosz-kort megelőző időkhöz. Szíria és Palesztina kis államai szövetkeztek az Eufrátesz felső folyásának mentén lévő Mitanni Birodalommal. A szövetség vezetője Durusa, Kádes királya volt. A városnak egy hatalmas erődítmény nyújtott védelmet. Megiddó királya egy hasonlóan erős védelmet nyújtó városban, szintén a szövetség mellett volt, mint számos más király és fejedelem is. III. Thotmesz maga, 330 királyt és fejedelmet említ, de ezt a számot a történészek túlzottnak tartják.

## A Megiddó elleni hadjárat

### Felvonulás

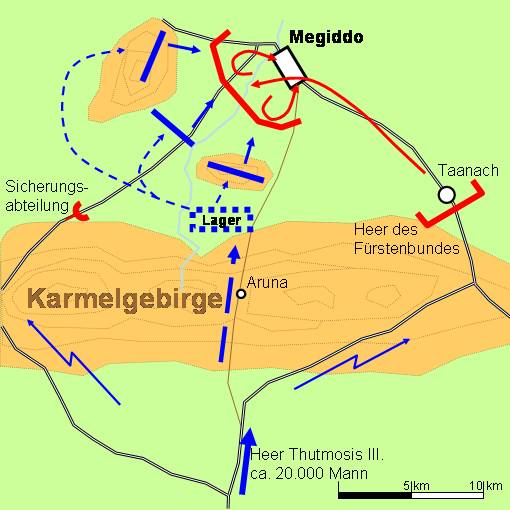
A csata lefolyása

Az egyiptomi haderő III. Thotmesz uralkodásának 22. évében i. e. 1457. március 30-án indult el Tjaru határmenti erődjéből 10 000–20 000 emberrel, és 9 nappal később, április 8-án ért Gadzsat városába. Ez a nap azonos volt III. Thotmesz királlyá koronázásának ünnepével és uralkodása 23. évének első napjával. III. Thotmesz a Gázába érkezéskor a következőt jegyezte fel: Győzelem Gázában, a nemes ellenséget legyőztem, Egyiptom határát kiterjesztettem. Április 20-án a fáraó elérte Jehem városát ( a mai Chirbet Jimma). III. Thotmesz innen felderítőket küldött ki, akik azt jelentették, hogy északi irányban a Karmel-hegység képez akadályt. A hegység mögötte Megiddó erődje helyezkedett el, ahol a szír fejedelmek szövetségének csapatait vonták össze.
III. Thotmesz a felderítők információi alapján úgy döntött, hogy szemben a tanácsadói által javasolt útvonallal, egy hegyi ösvényen közvetlenül Megiddó ellen vonul. Ez különösen kockázatos vállalkozás volt, mivel az út egy szűk szurdokon vezetett keresztül, ahol csak libasorban tudtak áthaladni. Ha a szurdok végén ellenség van, akkor III. Thotmesz seregét könnyedén legyőzhették volna. A sereg vezérei ezért javasolták a két másik, az ellenség által megerősített útvonalat, amelyek megkerülték a meredek terepet. De III. Thotmesznek szerencséje volt. Az ellenfelek főerőiket a Taanach melletti állásokba vitték, kisebb egységeket a Megiddó előtti síkságon, a Djefti felől vezető út biztosítására állítottak fel. Ez az út az erődből minden probléma nélkül belátható volt. A hegyen átvezető ösvényt a koalíció nem is figyelte. Április 23-án a fáraó felismerte a szurdok elhagyásakor, hogy csapataival az ellenség északi és déli szárnyai közé érkezett. Délben a teljes haderő kijutott a szurdokból, és hét óra alatt elérte Qen helységet. A fáraó az egész seregnek kiadta a parancsot, hogy készüljön az elkövetkező összecsapásra: Készüljetek a harcra a nemes ellenséggel. III. Thotmesz a hegység lábánál vert tábort. A következő napon megtette az utolsó előkészületeket a csatára: Gondoskodjanak a sereg ellátásáról és a segédhadak élelmezéséről. A csapatoknak a következő éjszakára kiadták a parancsot: Kitartás! Kitartás! Éberség! Éberség! . Egyidejűleg, még az éjszaka a had egy része Megiddótól északra és délre vonult fel.

### A csata
Április 25-ét a leírások az új hold ünnepeként említik. Korán reggel a koalíciós csapatok előtt megjelent Kádes királya és parancsot adott az indulásra. III. Thotmesz seregének déli szárnya Bach Kentől délre állt, míg az északi szárny Megiddotól északnyugatra tartózkodott a támadás megindulásakor. A fáraó ellenfelei a hirtelen támadástól teljesen meglepődtek és visszavonultak az erődítménybe. Lovakat és aranyozott harci kocsikat hagytak a csatatéren. A koalíció menekülő katonái a falakon át másztak a városba, mivel a kapuk zárva voltak. III. Thotmesz serege nem indult azonnal a menekülők üldözésére, hanem a csatamezőn hagyott értékes zsákmányra vetette magát. Ha a seregem nem a rablásra gondolt volna, akkor Megiddót azonnal bevesszük. A nemes ellenfél, Kádes akkor a városfalakon át nem tudott volna a városba visszavonulni. - jegyezte fel a fáraó.

### A csata után
Amidőn ők látták, hogy őfelsége hatalmas lett felettük, fejveszetten menekültek Megiddó felé, félelemmel teli arccal. Otthagyták lovaikat, arany és ezüst harci kocsijaikat. Felhúzták őket ruháiknál fogva ebbe a városba... ugyanis népe bezárta ezt a várost...
Az egyiptomiak a győzelmet túláradó örömmel megünnepelték. Azután ostromgyűrűt vontak az erőd köré. III. Thotmesz Megiddótól északra a város ostromához Men-Heper-Re néven egy erődítményt emeltetett, ahonnan nyomon követte és ellenőrzése alatt tartotta a városban zajló eseményeket. Az erődítményt földsáncokkal és mindenféle gyümölcsfából készített friss fagerendákkal vették körül. A következő hónapokban egyetlen városlakónak sem sikerült Megiddóból elmenekülnie.
A koalíció négy hónapi ostrom után kapitulált. III. Thotmesz a megadást a következő szavakkal írja le: Az idegen fejedelmek megadták magukat. Térden csúsztak uralkodójuk előtt, hogy a földet megcsókolhassák és újra szabadon lélegezhessenek.
A koalíció minden királyának hadisarcot kellett fizetnie. Néhányuk visszamehetett a birodalmába és megtarthatta a trónját.

### A zsákmány
Az egyiptomiak 340 foglyot ejtettek, 2041 lovat, 191 csikót, 6 csődört, néhány kiscsikót, 2 aranyozott harci kocsit, 922 harci kocsit, 1 bronz páncélinget, 200 bőrpáncélt, 502 íjat, Kádes királyának sátrából 7 ezüstveretű sátorrudat, 1929 marhát, 2000 kecskét, 20500 juhot, 207500 zsák Jezreel-völgyi búzát zsákmányoltak. 

## A következmények
A legyőzött koalíció hűségesküje: Men-Heper-Re ellen soha többé rosszat nem teszünk, éljen örökké a mi urunk. A csatát nem az emberek egyedül, hanem Ámon, Karnak ura nyerte. Ez a helyzet azonban nem tartott sokáig, mivel a Megiddo elleni győzelem további hadjáratok kezdete volt, amelyek évenkénti turnusokban követték egymást.

## Fordítás
- Ez a szócikk részben vagy egészben  a   Schlacht bei Megiddo című német Wikipédia-szócikk fordításán alapul.  Az eredeti cikk szerkesztőit annak laptörténete sorolja fel. Ez a jelzés csupán a megfogalmazás eredetét és a szerzői jogokat jelzi, nem szolgál a cikkben szereplő információk forrásmegjelöléseként.

## Kapcsolódó szócikk
- Hadviselés az ókori Egyiptomban